# Noir à lèvres

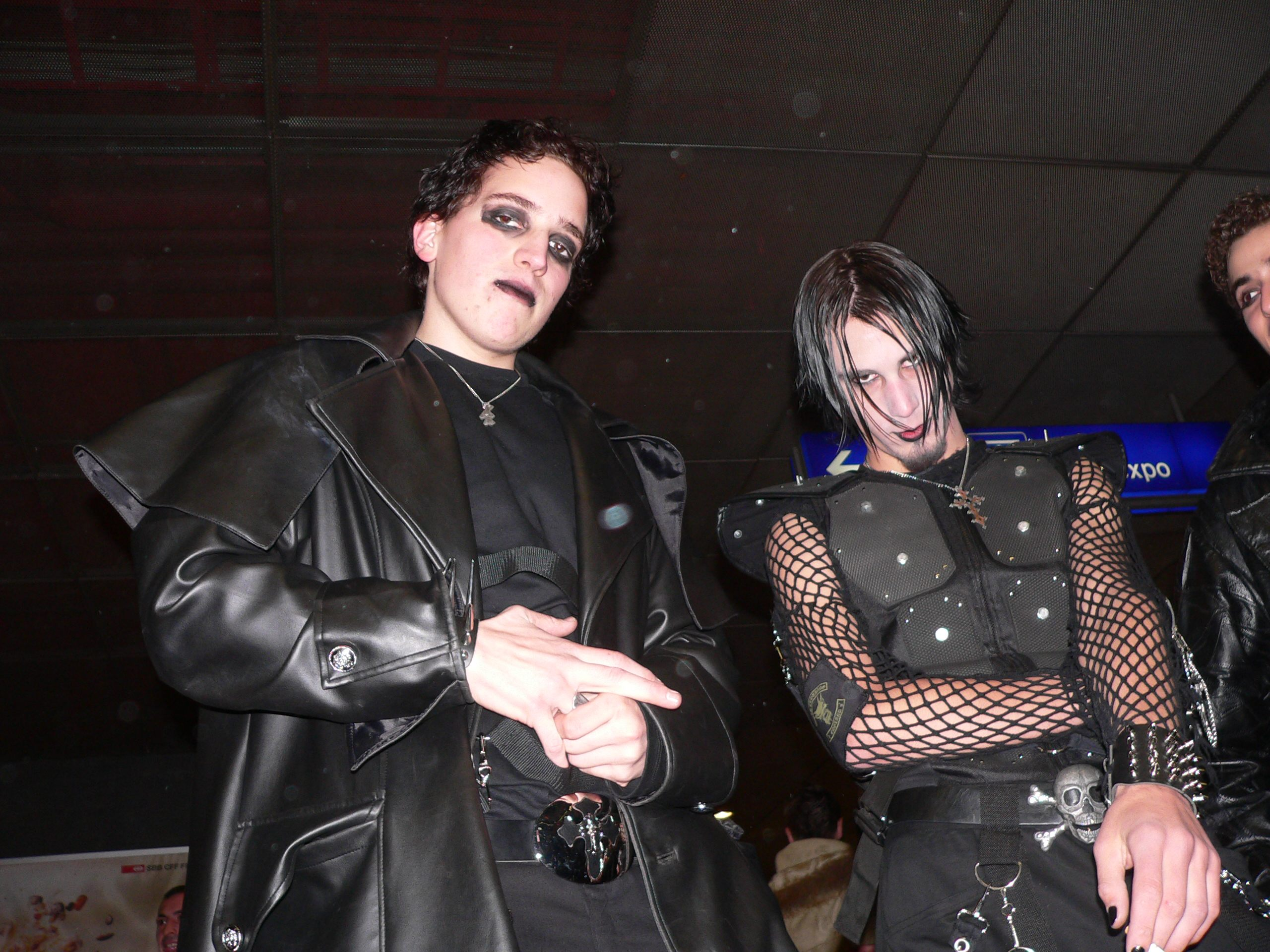
Goths avec maquillage noir notamment noir à lèvres

Le noir à lèvres est un produit cosmétique utilisé dans certains milieux comme le metal ou le mouvement gothique, similaire au rouge à lèvres mais de couleur noire.
Un gloss noir a été lancé par Aaron de Mey chez Lancôme en 2008 : le Color Fever Gloss teinte Piha Black.